# Ophiacantha savagica
Ophiacantha savagica är en ormstjärneart som beskrevs av Tommasi 1976. Ophiacantha savagica ingår i släktet Ophiacantha och familjen knotterormstjärnor. Inga underarter finns listade i Catalogue of Life.